# Dům o tisíci patrech
Dům o tisíci patrech (též zapisováno Dům o 1000 patrech) je psychologický, surrealistický román českého spisovatele Jana Weisse, který poprvé vyšel v roce 1929.

## Obsah
Román popisuje příběh Petra Broka, který upadá do strašlivého snu, ve kterém se stává detektivem v tzv. Mullerdómu. Tento dům hrůzy a rozkoší vybičovaných až do nejvyšších výšek je ovládán postavou všemocného Ohisvera Mullera. Jak Petr Brok postupuje patro po patru, uvědomuje si, že Muller je zločinec, který zotročuje tisíce lidí a že musí tohoto muže zabít. Román vrcholí v momentu, kdy se mu to podaří. Vzápětí se ze svého hrozného snu probudí. Sen je pravděpodobnou iluzivní skutečností tyfem nakaženého Jana Weisse za první světové války.

## Postavy
- Petr Brok – Ústřední postava románu a detektiv vybavený neviditelností. Ocitá se v Mullerdómu, kde pátrá po princezně Tamaře, kterou unesl Ohisver Muller. Postupně bývá označován za nového boha. Je jediným, kdo může Mullera zastavit.[1]
- Ohisver Muller – Neomezený vládce Mullerdómu, který stojí za únosem princezny Tamary. Obyvatelé Mullerdómu jej považují za boha. Je velmi krutý a sám Petr Brok jej považuje za zrůdu.[2]
- Princezna Tamara – Krásná princezna, která byla Mullerem do Mullerdómu násilně zavlečena. Snaží se odtud utéct. Je nakonec zachráněna Petrem Brokem, s nímž se do sebe zamilují.

## Mullerdóm
Celý děj je zasazen do Mullerdómu, který je gigantickým mrakodrapem tvořícím svět sám o sobě. Tento svět byl vytvořen jako alegorie na kapitalismus. a Petr Brok v něm nachází především utrpení. Lidé zde jsou obklopeni nejmodernější technikou a vynálezy, ale postrádají lásku, svobodnou vůli a štěstí. Celému tomuto světu vládne Ohisver Muller, který veškeré utrpení ukryl za pozlátko úžasných vynálezů, které však jsou schopné pouze ničit. Nad všemi obyvateli Mullerdómu bdí Mullerovo oko, díky kterému Ohisver Muller vše vidí a o všem ví.

## Hodnocení díla
Jedná se o jeden z prvních příkladů dystopie v české literatuře. Autor svůj román označil za alegorii na kapitalismus. Helena Korecká ve svém doslovu k 5. vydání knihy (Český spisovatel, 1972) vyjadřuje názor, že autor zjevně reagoval jak na zážitky z první světové války, tak na zrůdnost primitivního kapitalismu. Ondřej Neff píše, že Weissova kniha je "mediální záznam historie politického a etického poznání, jímž prošel intelektuál poznamenaný zkušeností světové války a revolučních událostí v Rusku". Dům o tisící patrech je také řazen mezi iniciační romány. To znamená, že hlavní hrdina musí vykonat pouť poznání, aby se mu pravda vyjevila v jiném světle.

## Vydání

### Česky
- 1. vydání – Praha : Melantrich, 1929
- 2. vydání – Praha : Družstvo Dílo, 1948
- 3. vydání – Praha : Československý spisovatel, 1958
- 4. vydání – Praha : Naše vojsko : Mladá fronta : Smena, 1964, Edice Máj, sv. 48
- 5. vydání – Praha : Československý spisovatel, 1972, ilustrace Dagmar a Pavel Bromovi
- 6. vydání – Praha : Vyšehrad, 1975
- 7. vydání – Praha : Československý spisovatel, 1990, ISBN 80-202-0182-3
- 8. vydání – Chomutov : Milenium, 1998, ISBN 80-902384-6-7
- 9. vydání – Praha : Euromedia Group – Knižní klub, 2000, ISBN 80-242-0021-X
- 10. vydání – V Praze: Nakladatelství grafické školy, 2012. 129 s., [8] s. obr. příl.

### Překlady
- Il palazzo a mille piani, překlad: Chiara Baratella, Treviso : Santi Quaranta, 2005, ISBN 88-86496-67-2
- Das Haus mit den tausend Stockwerken, překlad: Günter Müller, Frankurt am Main : Suhrkamp, 1989, c1977, ISBN 3-518-38144-X
- Дом в тысячу этажей, překlad: П. Антонов, Москва : Мир, 1966.
- Ezeremeletes ház, 1. vyd. Bratislava: Slov. vydav. krásnej lit., 1962. 221, [2] s.
- Casa cu o mie de etaje, Cluj-Napoca: Dacia, 1976. 223 s.

## Dramatizace
- 1978 Divadlo na okraji, dramatizace a režie: Zdeněk Potužil.[8]
- 1986 Československý rozhlas, hra Sen o tisíci patrech[9][10]
- 2003 Divadlo DISK, dramatizace: Marie Špalová, režie: Natália Deáková[11]